# Японсько-корейський договір 1904 року
Японсько-корейський договір 1904 року був укладений між представниками Японської імперії та Корейської імперії в 1904 році. Переговори завершилися 23 лютого 1904 року. Попри те, що Корея оголосила нейтралітет щодо російсько-японської війни, 9 лютого 1904 року японські війська увійшли в Сеул, оголосили війну Росії та викрали деяких проросійських прихильників у Кореї, включаючи Лі Йон Іка (이용익). Договір був визнаний недійсним у 1965 році Базовим договором про відносини між Японією та Кореєю.

## Положення договору
У преамбулі договору стверджувалося, що Надзвичайний Посланник і Повноважний Міністр Його Величності Імператора Японії та Тимчасовий державний міністр закордонних справ Його Величності Імператора Кореї були «відповідно належним чином уповноважені» вести переговори та погоджувати конкретну мову запропонованого двостороннього договору:
- Стаття І.

З метою підтримки постійної та міцної дружби між Японією та Кореєю та міцного встановлення миру на Далекому Сході Імператорський уряд Кореї повністю довіряє Імператорському уряду Японії та приймає поради останнього щодо покращення в управлінні.
- Стаття II.

Імператорський уряд Японії в дусі міцної дружби забезпечує безпеку і спокій Імператорського дому Кореї.
- Стаття III.

Імператорський уряд Японії остаточно гарантує незалежність і територіальну цілісність Корейської імперії.
- Стаття IV.

У випадку, якщо добробут Імператорського дому Кореї або територіальна цілісність Кореї опиниться під загрозою через агресію третьої держави або внутрішні заворушення, Імператорський уряд Японії повинен негайно вжити необхідних заходів, яких вимагають обставини, і в такому випадку Імператорський уряд Кореї надасть усі можливості для сприяння діям уряду Імперської Японії. Імператорський уряд Японії може для досягнення вищезгаданої мети займати, якщо обставини вимагають таких місць, які можуть бути необхідними зі стратегічної точки зору.
- Стаття V.

Уряди обох країн не повинні в майбутньому без взаємної згоди укладати з третьою державою таку угоду, яка може суперечити принципам цього протоколу.
- Стаття VI.

Деталі у зв'язку з цим протоколом будуть узгоджені відповідно до обставин між міністром закордонних справ Кореї та представником Японської імперії.
 — Хаясі Ґонсуке, Надзвичайний Посланник і Повноважний Міністр (датовано 23-м днем 2-го місяця 38-го року Мейдзі)
 — Лі Джійон, Тимчасовий міністр закордонних справ (від 23-го числа 2-го місяця 8-го року Кванму)

## Наслідки
Після підписання договору Японія спробувала ізолювати й навіть викрасти антияпонських політиків, таких як Лі Йон Ік, Кіль Йон Су, Лі Хак Кюн і Хьон Сан Гон. Їхні посади змінили прояпонські чиновники.

## Рецесія

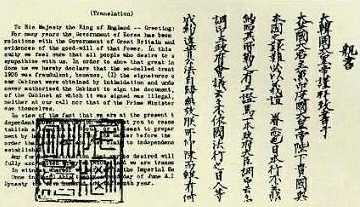
Аналіз «договору 1905 року» Коджоном — лише одна з багатьох спроб скасувати наслідки примусового процесу.

Цей «передбачуваний договір» був укладений у процесі примусу; і корейці намагалися скасувати небажані наслідки, представивши докази міжнародній спільноті. Наприклад,
- 1905: Імператор Корейської імперії Коджон написав особисто главам держав тих країн, які мають договори з Кореєю; і корейський уряд подав офіційні апеляції та надіслав офіційні телеграми[8], але ці дипломатичні жести були марними.
- 1907: У тому, що іноді називають «гаазькою таємною справою емісарів», корейські емісари безуспішно намагалися отримати міжнародну допомогу в рамках Гаазької конвенції 1907 року в Гаазі, Нідерланди в 1907 році.[9]
- 1921: корейські представники намагалися домогтися слухання на Вашингтонській військово-морській конференції 1921 року;[10], але зусилля були неефективними.

Цей договір було підтверджено як «вже недійсний» Базовим договором про відносини між Японією та Кореєю, укладеним у 1965 році. У 2010 році Японія стверджувала, що хронологічною точкою відліку для «вже недійсного» договору було 15 серпня 1948 року, коли було створено уряд Республіки Корея. Ця точка зору заперечується корейським аналізом, який тлумачить договір 1965 року як визнання недійсними всіх японсько-корейських договорів і угод з 1904 року.